# John Bel Edwards

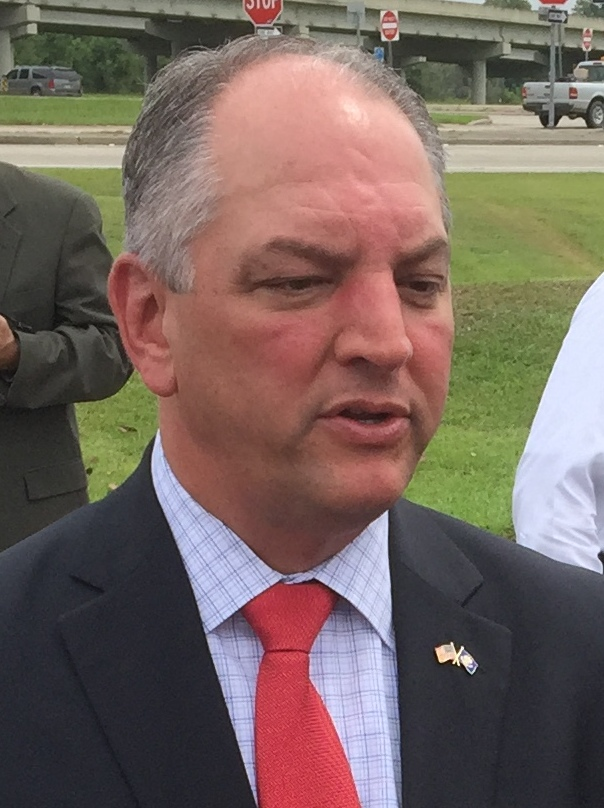
John Bel Edwards (2016)

John Bel Edwards (* 16. September 1966 in Amite City, Louisiana) ist ein US-amerikanischer Politiker der Demokratischen Partei. Von 2016 bis 2024 bekleidete er das Amt des Gouverneurs von Louisiana. Zuvor war er ab 2008 Abgeordneter im Repräsentantenhaus von Louisiana, ab 2012 als Vorsitzender der demokratischen Fraktion. 

## Werdegang und politischer Aufstieg
Edwards kam in Amite City zur Welt, wo er aufwuchs und die Schule besuchte. Im Jahr 1988 trat er den US-Streitkräften bei, denen er acht Jahre lang bis 1996 angehörte. Bereits nach dem Highschool-Abschluss 1984 hatte er vier Jahre lang eine Militärakademie besucht. Nach seiner militärischen Laufbahn studierte er an der Louisiana State University Rechtswissenschaft. Seinen Abschluss erwarb er dort im Jahre 1999. Im Anschluss war Edwards in Louisiana mehrere Jahre lang als Jurist auf verschiedenen Gebieten tätig. Da sein Bruder in der gleichen Region als Sheriff fungierte, beschäftigte er sich jedoch nicht mit lokalen Verbrechen, um einen Interessenkonflikt zu vermeiden.
Als Mitglied der Demokratischen Partei wurde er im Jahr 2007 ins Repräsentantenhaus von Louisiana gewählt. Sein vierjähriges Mandat als Vertreter der 72. Wahlbezirks trat er im Januar 2008 an und wurde als einziger neu gewählter Abgeordneter Vorsitzender eines Ausschusses (für Veteranenangelegenheiten). 2011 wiedergewählt, übernahm Edwards im Januar 2012 den Vorsitz der demokratischen Fraktion. Er gehörte zu den prominenten Kritikern der Politik des republikanischen Gouverneurs Bobby Jindal, insbesondere an dessen Einsparungen im Bildungswesen. Zur Gouverneurswahl 2011 lehnte er jedoch eine Gegenkandidatur zu Jindal ab, nachdem einige Parteifreunde ihn als potentiellen Bewerber ins Gespräch gebracht hatten.
Nach längeren Spekulationen kündigte Edwards im Februar 2013 seine Absicht an, bei der Wahl 2015 als Gouverneur kandidieren zu wollen. Anders als in den meisten Bundesstaaten werden in Louisiana keine parteiinternen Vorwahlen (Primarys) abgehalten, sondern es werden sogenannte Nonpartisan blanket primarys durchgeführt, bei denen alle Kandidaten aller Parteien gegeneinander antreten und falls keiner eine absolute Mehrheit erreicht, die beiden Stimmenstärksten zur Stichwahl antreten. Aus dem ersten Wahlgang am 24. Oktober 2015 ging Edwards mit 39,8 % der Stimmen als Stimmenstärkster hervor, den zweiten Platz erreichte der republikanische US-Senator David Vitter (23 %). Bei der Stichwahl am 21. November 2015 setzte sich Edwards, der in Umfragen geführt hatte, mit einem Stimmenanteil von rund 56 % durch. Während der Bundesstaat strukturell den Republikanern zuneigt, profitierte Edwards von der umstrittenen Person Vitters. Zuletzt sprachen sich auch eine Reihe republikanischer Politiker für ihn aus wie der amtierende Vizegouverneur Jay Dardenne, der mit seiner Bewerbung nach dem ersten Wahlgang ausschied. Auch von den niedrigen Beliebtheitswerten des scheidenden Gouverneurs Jindal profitierte Edwards.

## Gouverneur von Louisiana
Edwards wurde am 11. Januar 2016 im Rahmen einer feierlichen Zeremonie als Gouverneur vereidigt. Als eine seiner ersten Amtshandlungen unterzeichnete der neue Regierungschef eine Direktive, mit der das Gesundheitsfürsorgeprogramm Medicaid in seinem Bundesstaat ausgeweitet werden soll. Sein republikanischer Vorgänger Jindal hatte eine Ausweitung des Programms unter Präsident Obamas Gesundheitsreform stets abgelehnt. Mit der Ausweitung sollen mehr Menschen, vor allem mit niedrigerem Einkommen, vollständigen Krankenversicherungsschutz erhalten. Nachdem das Programm Anfang Juni 2016 begonnen worden war, hatten sich bis Anfang August über 260.000 Einwohner Louisianas mit geringen Einkommen für diese Erweiterung angemeldet, was als Beleg des großen Bedarfs nach höherem Versicherungsschutz in diesem Bundesstaat gewertet worden ist.
Im Sommer 2016 kam in Louisiana zu einer Flutkatastrophe, bei der er als Gouverneur die staatliche Hilfe zu koordinieren hatte.
Bel Edwards trat zur Gouverneurswahl 2019 für eine zweite vierjährige Amtszeit an. Er wurde von den Demokraten im März 2019 nominiert und trat zur parteiübergreifenden Vorwahl, der sogenannten „Jungle Primary“, am 12. Oktober 2019 an. Als Konkurrent traten unter anderem der bisherige republikanische Kongressabgeordnete Ralph Abraham und der Geschäftsmann Eddie Rispone an. Bel Edwards, der relativ positive Zustimmungswerte verzeichnet (Umfrage Dezember 2018: 47 zu 34 Prozent), galt als leichter Favorit in dem republikanisch dominierten Bundesstaat. 2019 war er der einzige demokratische Gouverneur im Deep South und der einzige Demokrat, der in Louisiana ein staatsweites Amt innehatte. Am 16. November 2019 wurde er mit 51,3 % der Stimmen gegen Eddie Rispone wiedergewählt, der 48,7 % erhielt. Er war seit 1975 der erste demokratische Gouverneur Louisianas, der im Amt bestätigt wurde. Seine zweite Amtszeit begann im Januar 2020.

## Privates

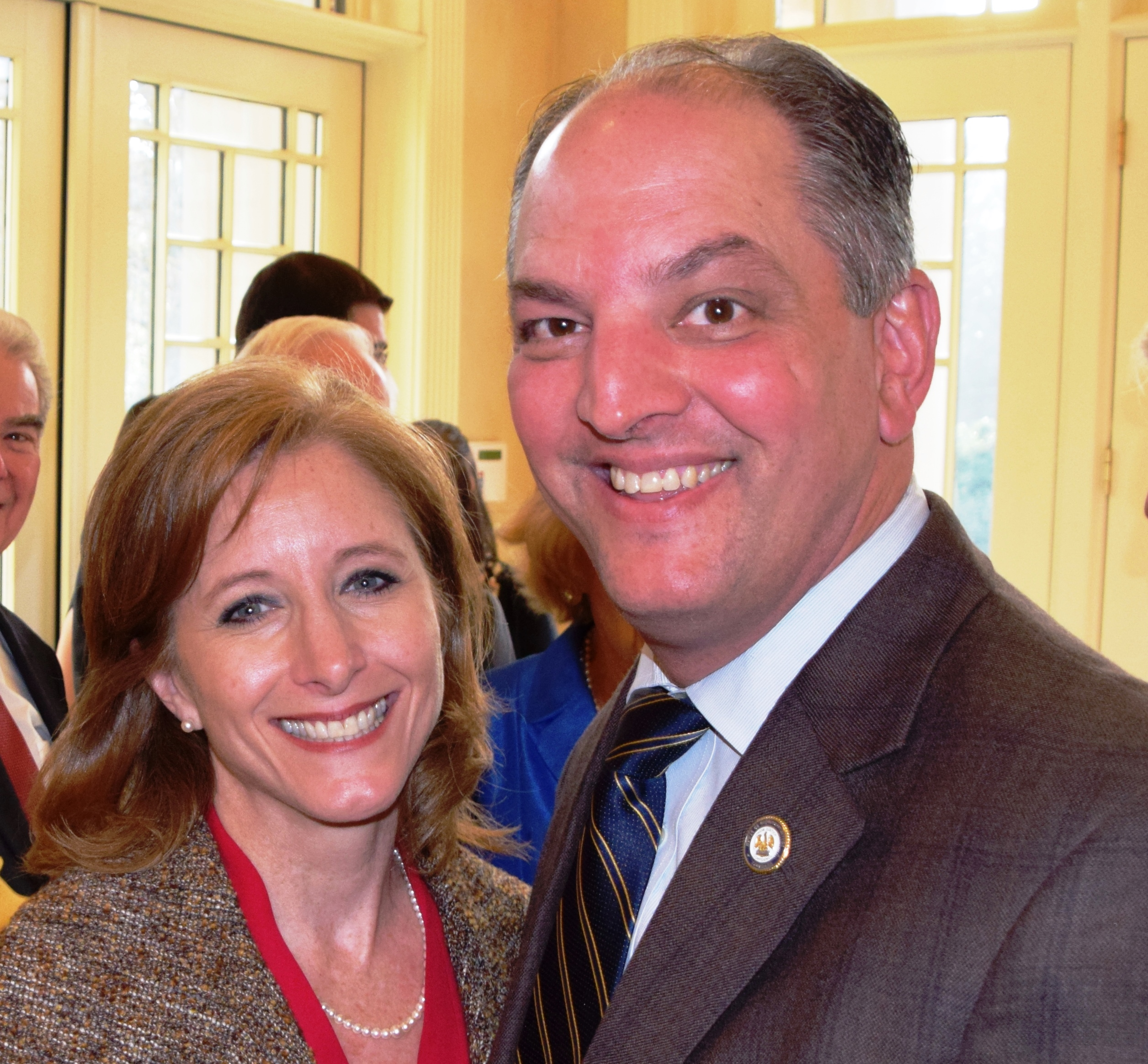
Edwards mit seiner Frau Donna (2015)

Edwards ist seit 1989 verheiratet. Mit seiner Frau Donna hat er zwei gemeinsame Töchter und einen Sohn. 
Er gehört der katholischen Kirche an.
John Bel Edwards ist nicht verwandt mit Edwin Edwards, der zwischen 1972 und 1996 dreimal Gouverneur von Louisiana war.